# Bayerische Staatssammlung für Paläontologie und Geologie

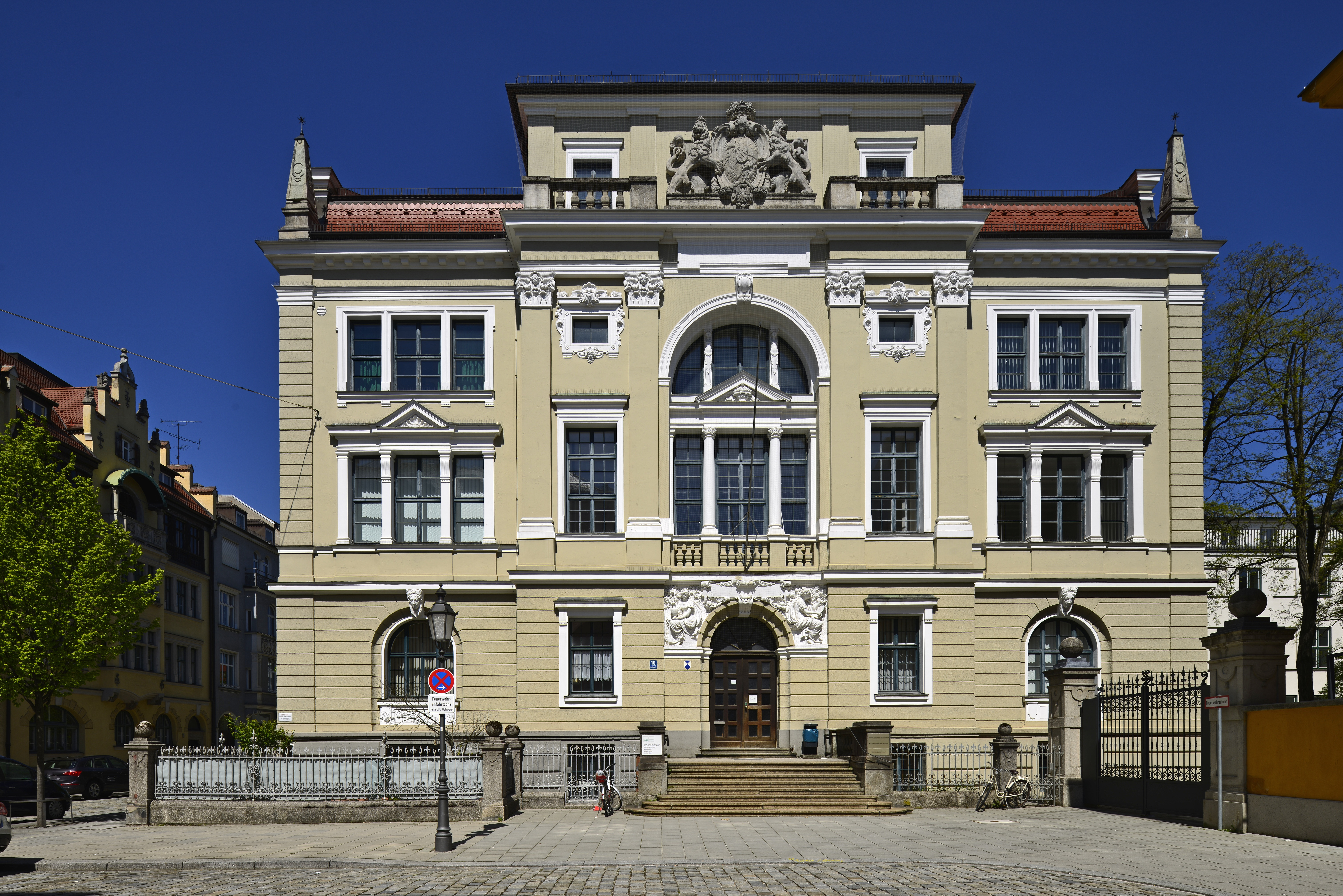
Neubarockblock der Staatssammlung und des Geologischen Museums mit Lichthof, Bauplastik und Freitreppe an der Südseite. Architekt war Leonhard Romeis.

Gesamtansicht von Südwesten

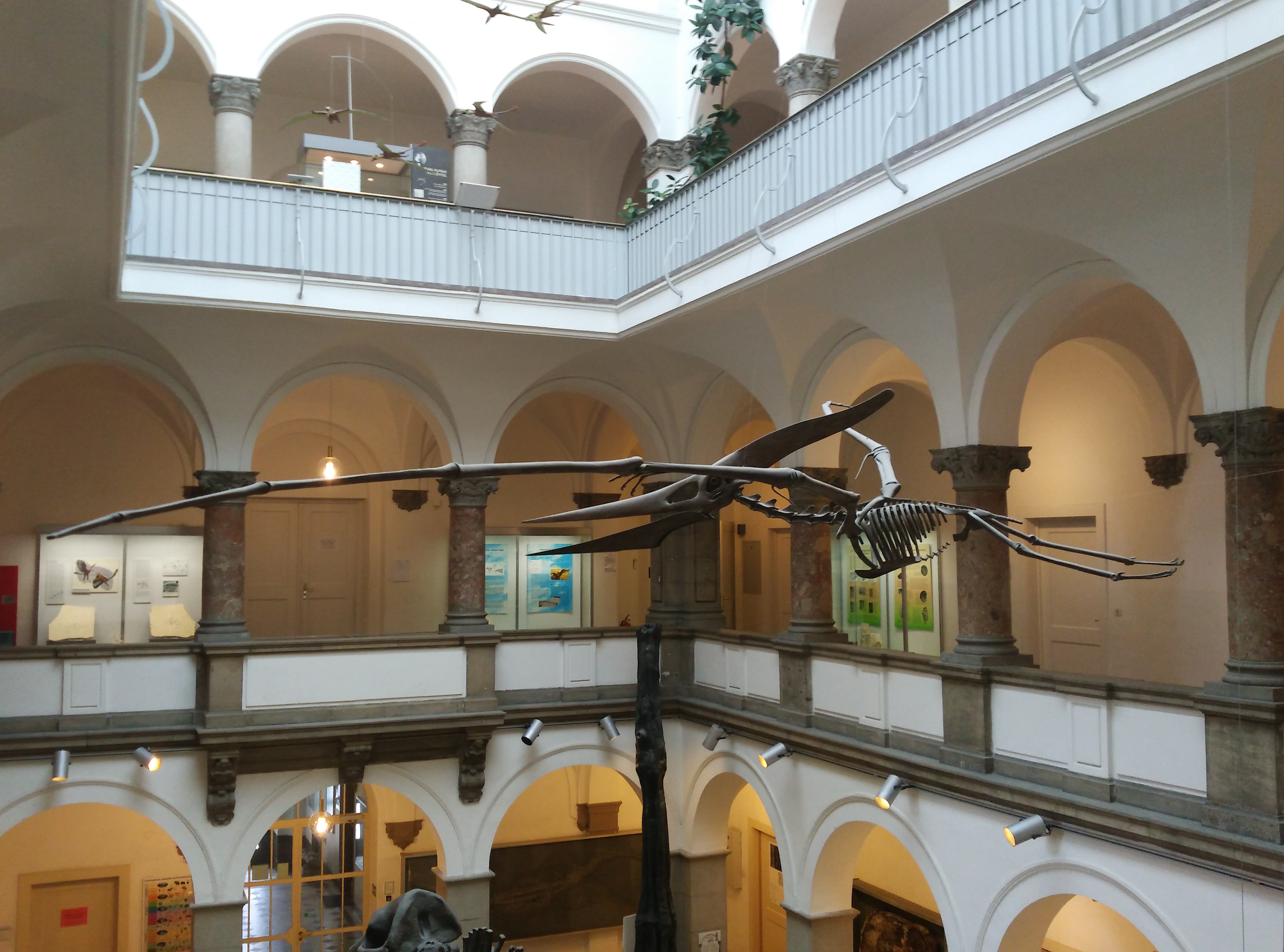
Lichthof mit Pteranodon-Skelett

Die Bayerische Staatssammlung für Paläontologie und Geologie (BSPG) in München ist eine Forschungsinstitution der Staatlichen Naturwissenschaftlichen Sammlungen Bayerns, die sich mit der Erdgeschichte und ihren fossilen (Paläontologie) und geologischen Zeugnissen beschäftigt. Zu den Aufgaben zählt auch die Bergung und Sicherung von Fossilien, Gesteinen, Erzen und Mineralen als zuständige staatliche Einrichtung in Bayern.

## Geschichte und Beschreibung
Seit ihrer Entstehung im Jahr 1843, die mit der Ernennung von Johann Andreas Wagner zum Konservator der Paläontologischen Sammlung des Staates und der Universität verbunden war, ist die Staatssammlung mit dem Lehrstuhl für Paläontologie und Historische Geologie der Ludwig-Maximilians-Universität verbunden. Am 1. August 2000 wurde die Bayerische Staatssammlung für Paläontologie und Historische Geologie mit der Geologischen Staatssammlung zu einer gemeinsamen Staatssammlung mit dem heutigen Namen vereinigt. Öffentlich zugängliche Teile der Staatssammlung sind das Paläontologische Museum München im Gebäude der Staatssammlung und das Geologische Museum München im Gebäude des „Instituts für Allgemeine und Angewandte Geologie“ der Ludwig-Maximilians-Universität München in der Luisenstraße 37.
Gert Wörheide leitet seit Oktober 2008 die BSPG als Direktor.
Als namhafte Kuratoren waren Edgar Dacqué, Joachim Schröder, Horst Gall, Richard Dehm, Gerhard Schairer und Ferdinand Broili an der BSPG oder ihren Vorgänger-Institutionen tätig.
Das Museum befindet sich in der Richard-Wagner-Straße 10.

## Aus der Sammlung

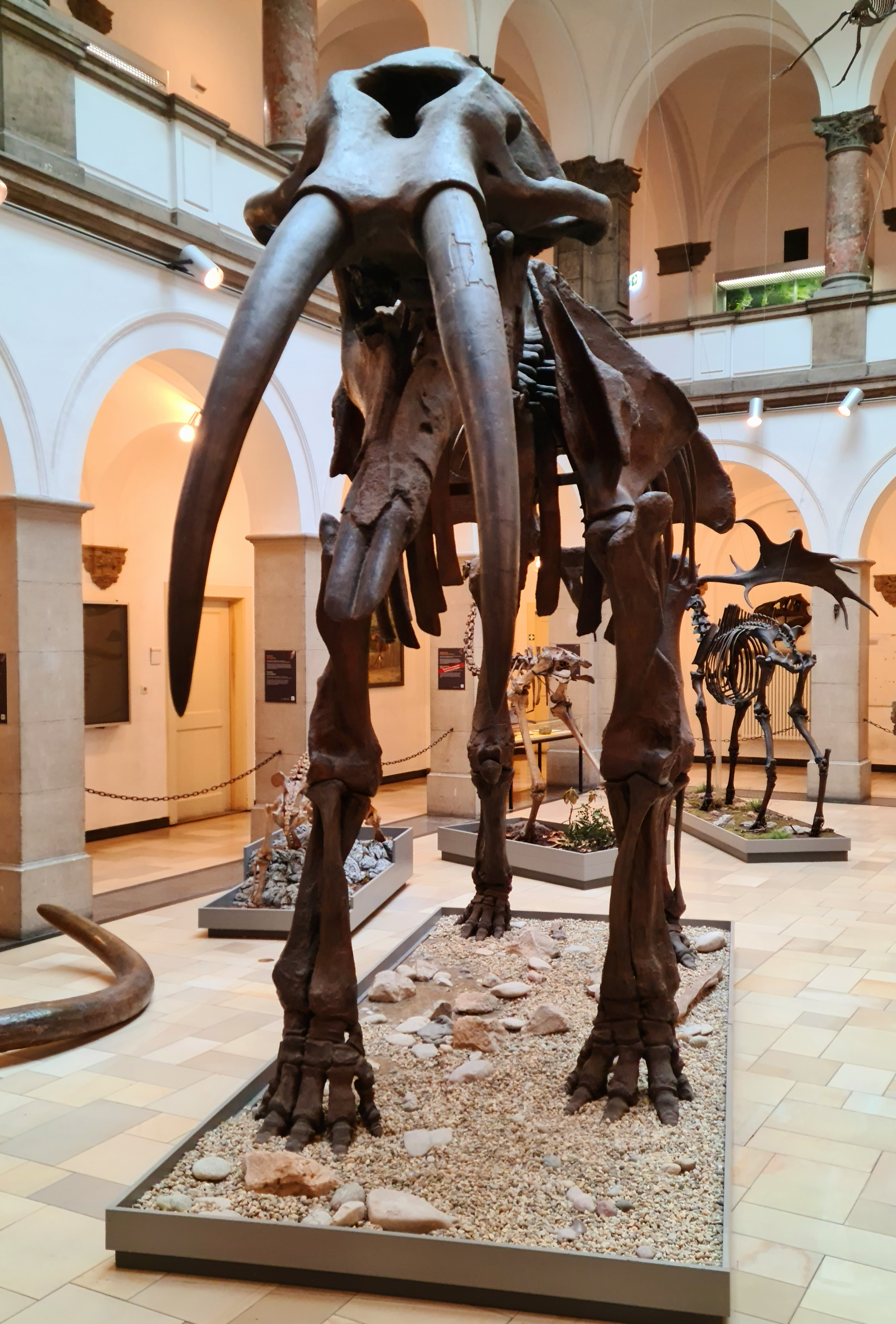
Urelefant (Gomphotherium aff. steinheimense), Miozän, ca. 12 Mio. Jahre alt, Gweng bei Mühldorf, Bayern
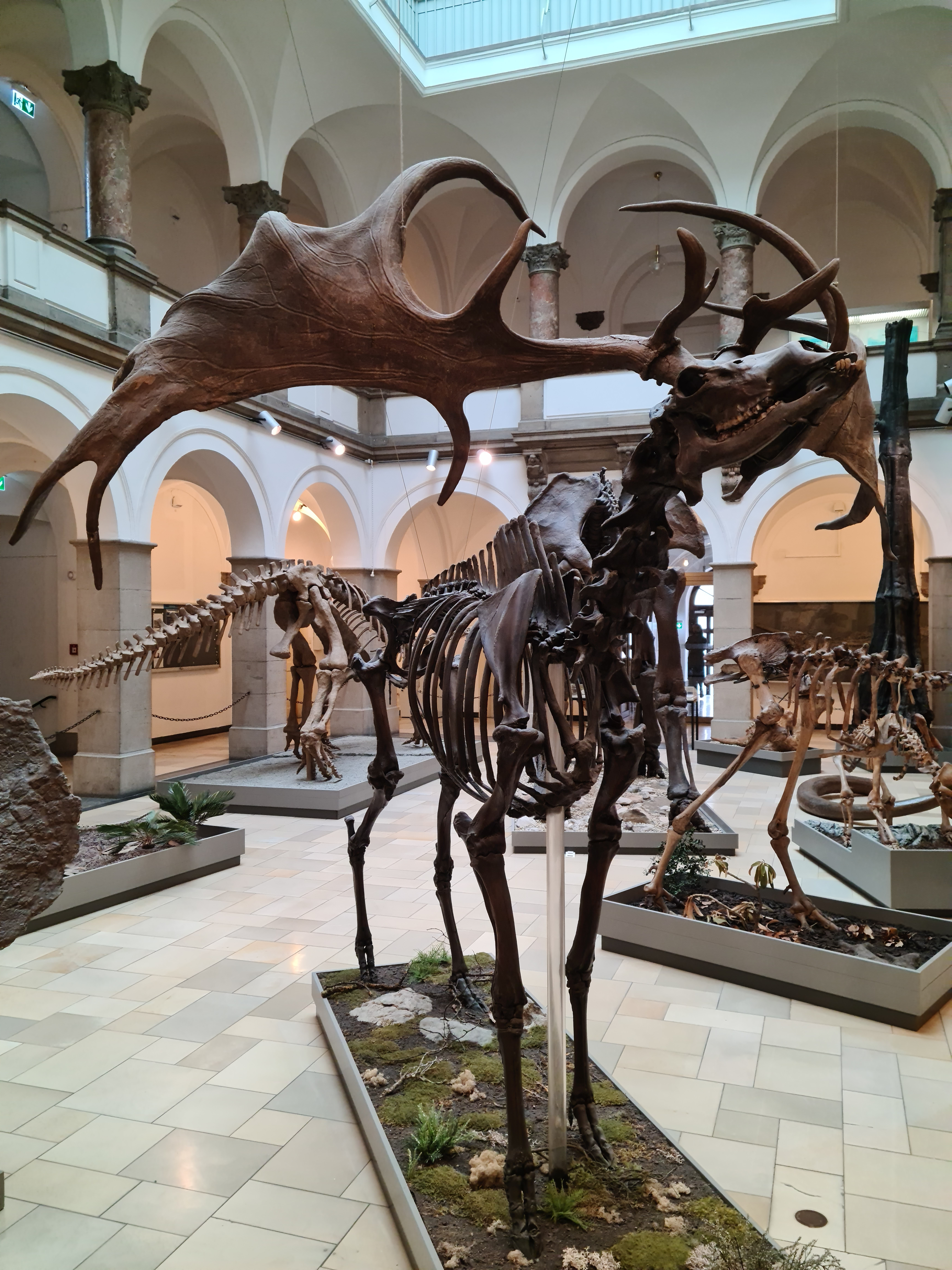
Riesenhirsch (Megaloceros giganteus), Spätpleistozän, ca. 13.000 Jahre alt, Torfmoor bei Dunshaughlin, Irland
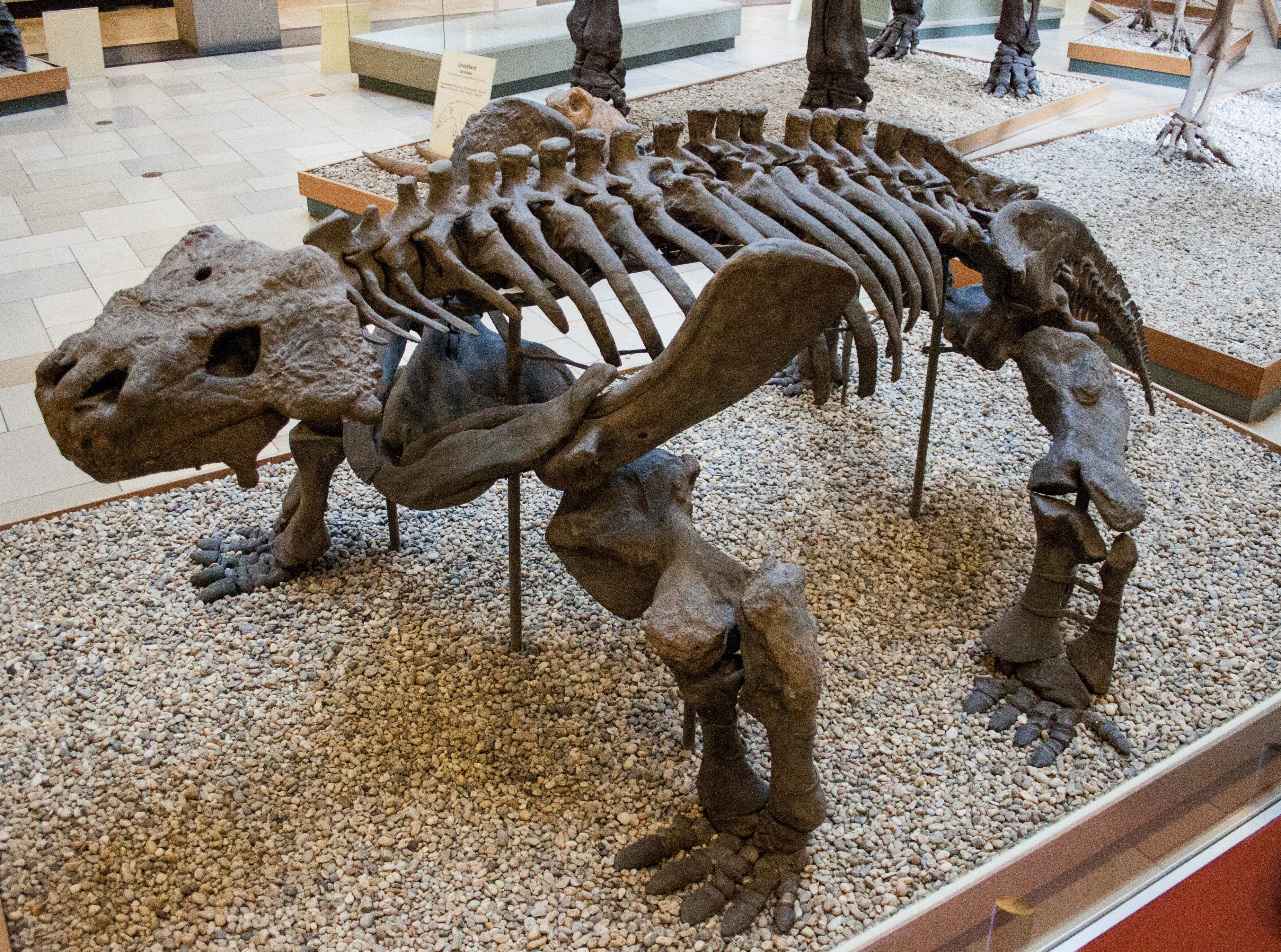
Reptil (Bradysaurus seeleyi), Mittelperm, ca. 260 Mio. Jahre alt, Südafrika
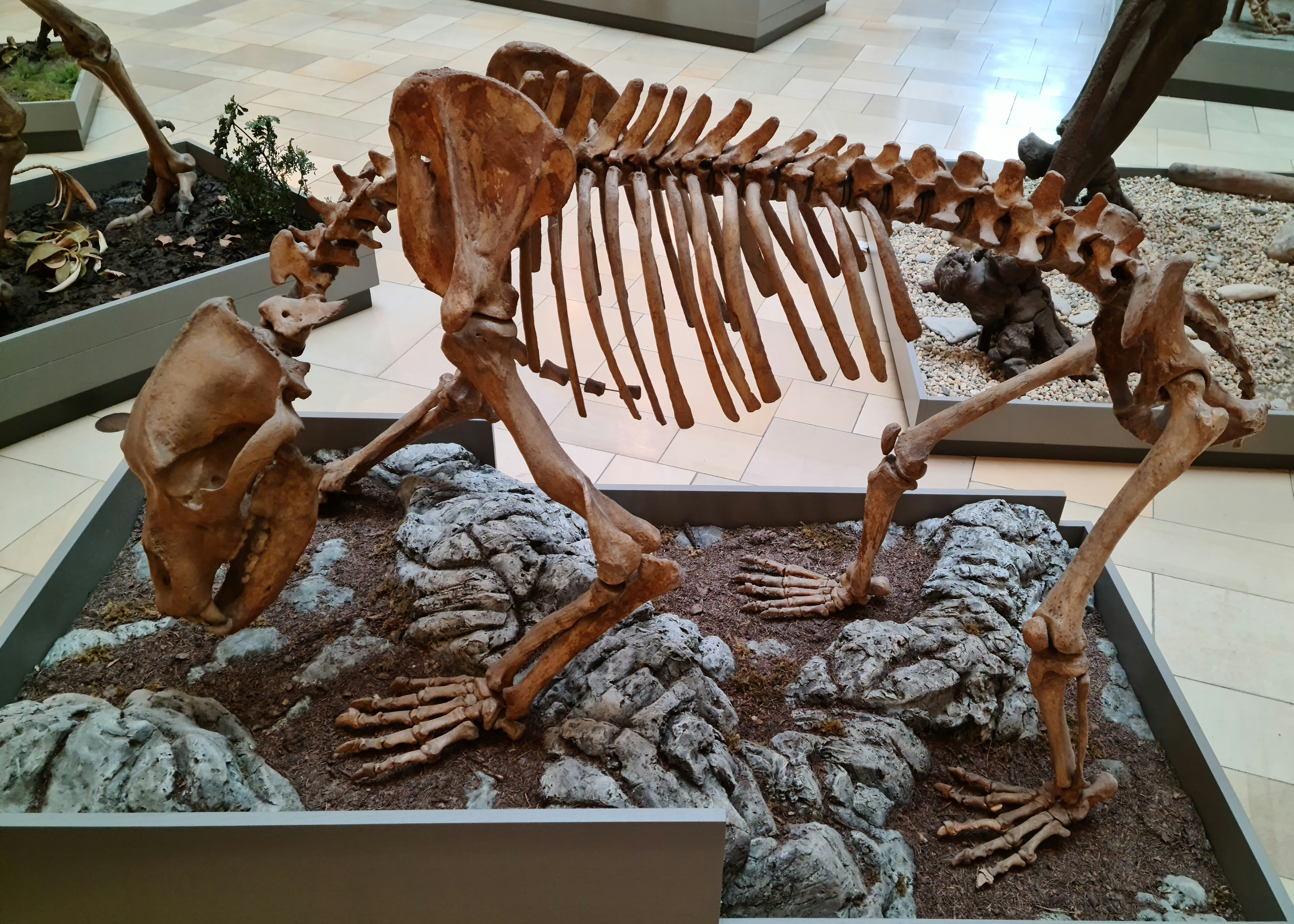
Höhlenbär (Ursus spelaeus), Spätpleistozän, ca. 29.000 Jahre alt, Zoolithenhöhle bei Burggaillenreuth, Bayern
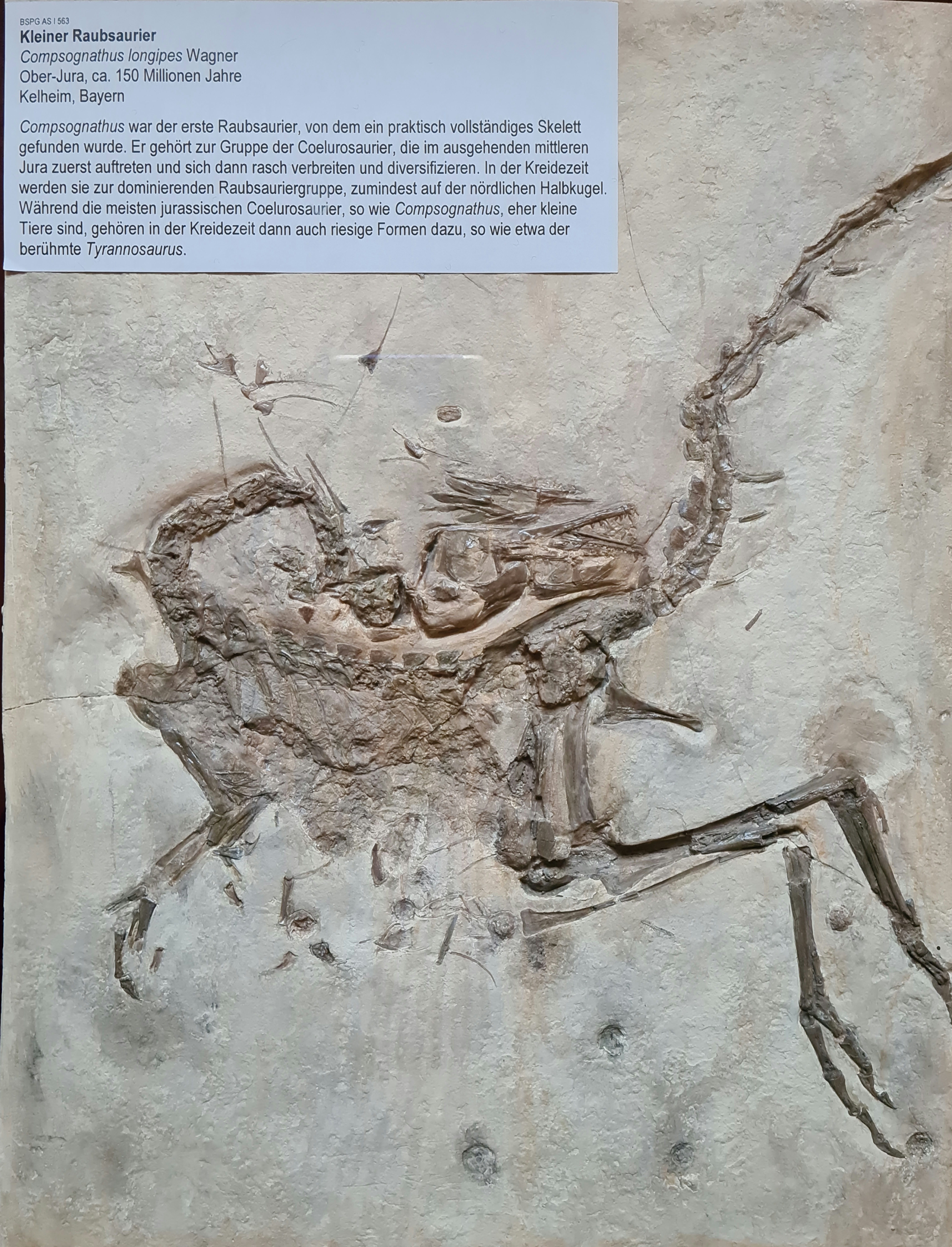
Raubsaurier (Compsognathus longipes Wagner), Oberer Jura, ca. 150 Mio. Jahre alt, Kelheim, Bayern
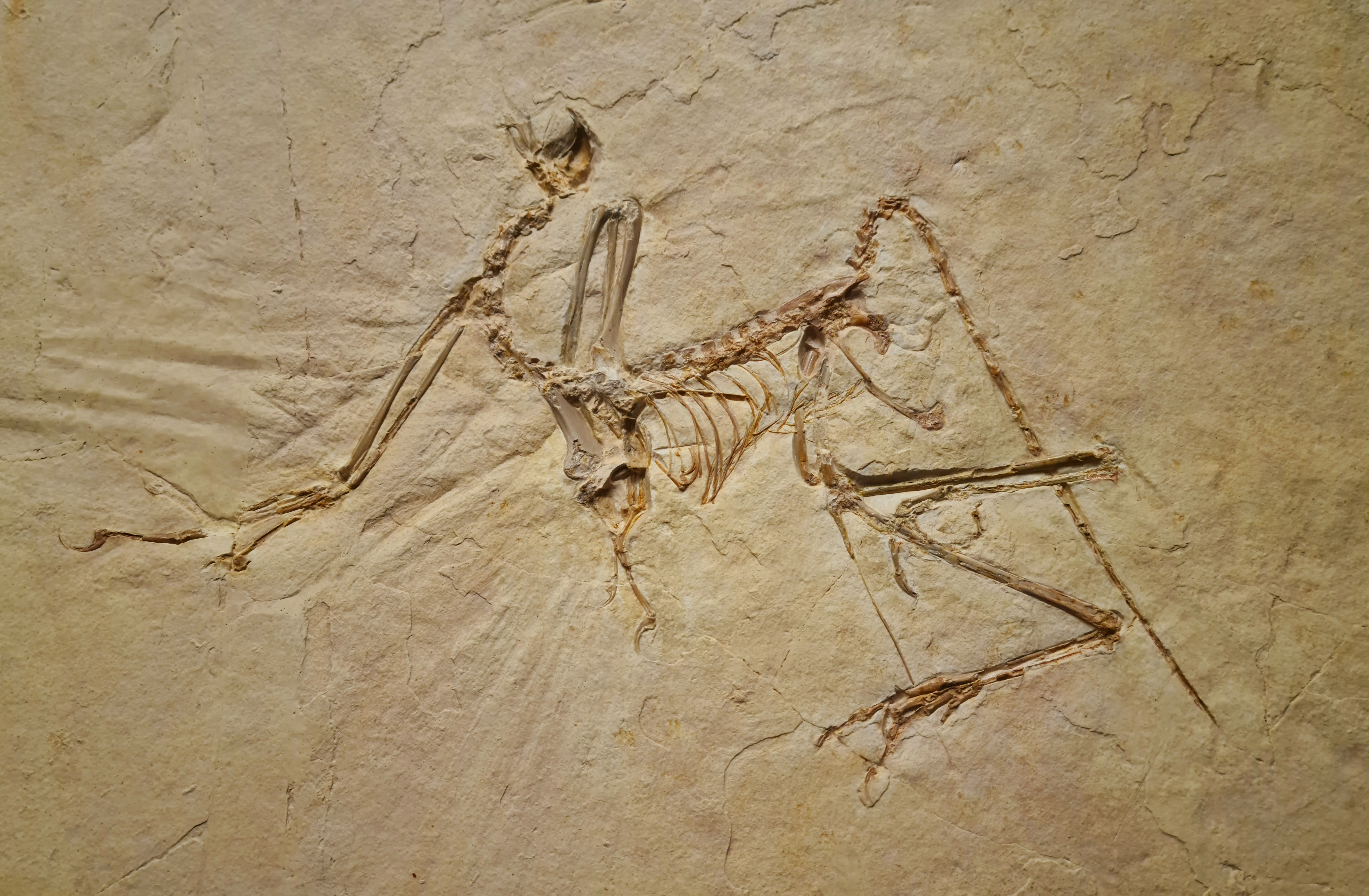
Urvogel (Archaeopteryx bavarica), Oberer Jura der Solnhofener Plattenkalke, ca. 150 Mio. Jahre, Solnhofen, Bayern
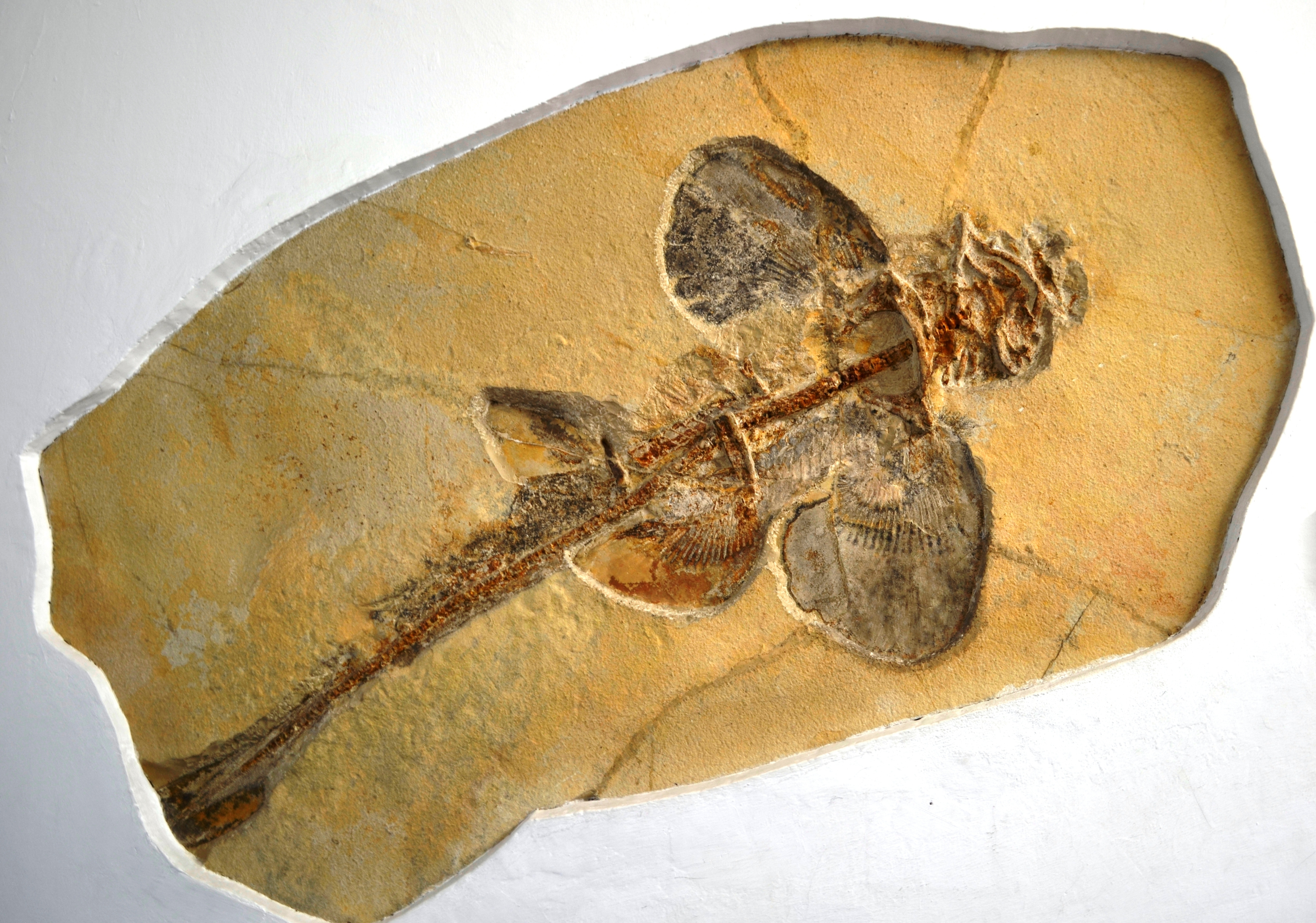
Hai (Protospinax annectens), Oberer Jura der Solnhofener Plattenkalke, ca. 150 Mio. Jahre, Solnhofen, Bayern